# Vlag van Guadalajara (Jalisco)
De vlag van Guadalajara (Jalisco) is de vlag dat deze stad vertegenwoordigt en wordt door het stadsbestuur gebruikt als representatief symbool van de Mexicaanse stad Guadalajara. Hoewel de gemeentevlag van de stad Guadalajara de vlag tot 4 mei 2021 heeft erkend als officieel symbool, was deze vlag de eerste gemeentelijke vlag in het land en verscheen voor het eerst in 1967.
Hij bestaat uit twee blauwe horizontale banen en een gele, met in de gele baan het stadswapen van Guadalajara dat in 1539 door keizer Karel V werd ontworpen, waarbij de hoogte-breedteverhouding van de vlag net als die van de Mexicaanse vlag 4:7 is. Dit is de officiële vlag van de stad en wordt erkend binnen de stad, aangezien in Mexico de vlaggen voor steden of staten niet zijn opgenomen in de federale wetten.
De betekenis van de kleuren van de vlag is de volgende:
- Goud: staan voor goede hoop aan de armen.
- Blauw: staan voor de heersers dienen en de landbouw bevorderen.

Het blauw van de vlag van Guadalajara was dezelfde kleur als de vlag van het voormalige Koninkrijk Galicië, en is niet identiek aan het blauw van de vlag van Jalisco omdat de regering van Jalisco ze van elkaar wilde onderscheiden en verwarring wilde voorkomen.

## Historische vlaggen
De vlag werd in 1967 in opdracht van de toenmalige gouverneur van Guadalajara, Francisco Medina Asencio, ontworpen. De kleuren werden ontleend aan de torens van de kathedraal die halverwege de 19e eeuw door de architect Manuel Gómez Ibarra werden gebouwd met puimsteen om ze lichter te maken in geval van aardbevingen nadat de oorspronkelijke torens in mei 1818 door een aardbeving waren ingestort.
Lang voordat de staat Jalisco de kleuren blauw en goud gebruikte om de staat voor te stellen, had de gemeente Guadalajara deze kleuren al sinds de koloniale tijd door de vlag van de Intendencia de Guadalajara, voorgesteld door de ex-gouverneur Prisciliano Sánchez in 1825. Deze kleuren vertegenwoordigen de stad op een unieke manier en zijn te zien in de kleuren van bloemen in de stadstuinen, stadsuitrusting, taxi's en op de nummerplaten van de staat. De vlag van Guadalajara bleef voor veel mensen en lokale overheden anoniem vanwege het nationale beleid dat lokale symbolen discrimineerde, met uitzondering van wapenschilden of andere heraldische elementen die dienden voor briefhoofden, briefpapier en verkeersborden.
De vlag van Guadalajara was een van de eerste gemeentelijke vlaggen die werd gered uit het verleden en gepromoot als een lokaal embleem, net als de stad Chihuahua en de stad Morelia. De gemeentelijke vlag is de laatste tijd opvallend aanwezig in de stad, er zijn banieren geplaatst boven het paleis van het stadhuis, op emblematische monumenten zoals de Minerva-fontein en de Arcos de Guadalajara, en de vlag was ook opvallend aanwezig op de Pan-Amerikaanse Spelen van 2011 in Guadalajara.

? Vlag van Nieuw-Galicië uit Guadalajara 1531-1818 (ratio 4:7)
? Vlag van Guadalajara 1967-2021 (ratio 4:7)